# 代尼孔
代尼孔（德語：Dänikon）是瑞士联邦苏黎世州迪尔斯多夫区的市镇。该市镇面积为2,77平方千米，海拔高度437米，2018年12月31日人口数为1,874。

## 外部連結
- 代尼孔官方网站（页面存档备份，存于） （德文）